# U-296
U-296 – niemiecki okręt podwodny (U-Boot) typu VIIC/41 z okresu II wojny światowej. Okręt nie zatopił i nie uszkodził żadnego okrętu przeciwnika.

## Dowódcy[2]
3 listopada 1943 – 12 marca 1945 – Karl-Heinz Rasch

## Przydział do flotylli[1]
- 3.11.1943 – 31.07.1944 – 8 Flotylla treningowa (szkolenie)
- 1.08.1944 – 30.09.1944 – 9 Flotylla
- 1.10.1944 – 12.03.1945 – 11 Flotylla

## Patrole[3]
| Numer patrolu | Początek   | Koniec     | Czas trwania        |
| ------------- | ---------- | ---------- | ------------------- |
| 1             | 16.08.1944 | 29.09.1944 | 45 dni              |
| 2             | 4.11.1944  | 25.12.1944 | 52 dni              |
| 3             | 25.02.1945 | 12.03.1945 | 13 dni (zatonięcie) |